# Coppa del Mondo di nuoto artistico 2024
La Coppa del Mondo di nuoto artistico 2024 comprende quattro eventi tra Europa, Asia e Nord America.

## Calendario
| Data               | Location |
| ------------------ | -------- |
| 5-7 aprile         | Pechino  |
| 3-5 maggio         | Parigi   |
| 31 maggio-2 giugno | Markham  |
| 5-7 luglio         | Budapest |

## Vincitori

### Uomini

#### Solo tecnico
| Competizioni | Oro                    | Argento        | Bronzo         |
| ------------ | ---------------------- | -------------- | -------------- |
| Pechino      | Jordi Caceres Iglesias | Muye Guo       | Filippo Pelati |
| Parigi       | Gustavo Sánchez        | Kenneth Gaudet | Filippo Pelati |
| Markham      | Eduard Kim             | Filippo Pelati | Kenneth Gaudet |
| Budapest     | Dennis Gonzalez Boneu  | Kenneth Gaudet | Filippo Pelati |

#### Solo libero
| Competizioni | Oro             | Argento                | Bronzo                |
| ------------ | --------------- | ---------------------- | --------------------- |
| Pechino      | Filippo Pelati  | Jordi Caceres Iglesias | Viktor Druzin         |
| Parigi       | Gustavo Sánchez | Viktor Druzin          | Kenneth Gaudet        |
| Markham      | Viktor Druzin   | Filippo Pelati         | Dennis Gonzalez Boneu |
| Budapest     | Gustavo Sánchez | Viktor Druzin          | Kenneth Gaudet        |

### Donne

#### Solo tecnico
| Competizioni | Oro                 | Argento            | Bronzo            |
| ------------ | ------------------- | ------------------ | ----------------- |
| Pechino      | Xu Huiyan           | Vasilina Chandoška | Kyra Hoevertsz    |
| Parigi       | Vasiliki Alexandri  | Klara Bleyer       | Marloes Steenbeek |
| Markham      | Jacqueline Simoneau | Xu Huiyan          | Viktória Reichová |
| Budapest     | Xu Huiyan           | Klara Bleyer       | Marloes Steenbeek |

#### Solo libero
| Competizioni | Oro                | Argento             | Bronzo            |
| ------------ | ------------------ | ------------------- | ----------------- |
| Pechino      | Xu Huiyan          | Isabel Shuang Cui   | Marloes Steenbeek |
| Parigi       | Vasiliki Alexandri | Klara Bleyer        | Marloes Steenbeek |
| Markham      | Xu Huiyan          | Jacqueline Simoneau | Viktória Reichová |
| Budapest     | Klara Bleyer       | Xu Huiyan           | Marloes Steenbeek |

#### Duo tecnico
| Competizioni | Oro                                                  | Argento                                           | Bronzo                                       |
| ------------ | ---------------------------------------------------- | ------------------------------------------------- | -------------------------------------------- |
| Pechino      | Cina Wang Liuyi Wang Qianyi                          | Spagna Rocío Calle García Aurora Lázaro Cabaleiro | Slovacchia Chiara Diky Lea Anna Krajčovičová |
| Parigi       | Regno Unito Kate Shortman Isabelle Thorpe            | Giappone Moe Higa Mashiro Yasunaga                | Canada Audrey Lamothe Jacqueline Simoneau    |
| Markham      | Austria Anna-Maria Alexandri Eirini-Marina Alexandri | Canada Audrey Lamothe Jacqueline Simoneau         | Giappone Moe Higa Tomoka Sato                |
| Budapest     | Ucraina Maryna Aleksiïva Vladyslava Aleksiïva        | Cina Lin Yanhan Lin Yanjun                        | Israele Shelly Bobritsky Ariel Nassee        |

#### Duo libero
| Competizioni | Oro                                                  | Argento                                       | Bronzo                                               |
| ------------ | ---------------------------------------------------- | --------------------------------------------- | ---------------------------------------------------- |
| Pechino      | Israele Shelly Bobritsky Ariel Nassee                | Cina Lin Yanhan Xu Huiyan                     | Messico Daniela Avila Villa Fernanda Carmona Vazquez |
| Parigi       | Austria Anna-Maria Alexandri Eirini-Marina Alexandri | Ucraina Maryna Aleksiïva Vladyslava Aleksiïva | Canada Audrey Lamothe Jacqueline Simoneau            |
| Markham      | Giappone Moe Higa Tomoka Sato                        | Canada Audrey Lamothe Jacqueline Simoneau     | Ucraina Maryna Aleksiïva Vladyslava Aleksiïva        |
| Budapest     | Canada Audrey Lamothe Jacqueline Simoneau            | Israele Shelly Bobritsky Ariel Nassee         | Cina Lin Yanhan Lin Yanjun                           |

### Misto

#### Duo tecnico
| Competizioni | Oro                                                | Argento                                 | Bronzo                                             |
| ------------ | -------------------------------------------------- | --------------------------------------- | -------------------------------------------------- |
| Pechino      | Cina Muye Guo Heyue Ji                             | Kazakistan Nargiza Bolatova Eduard Kim  | Spagna Jordi Caceres Iglesias Emma García          |
| Parigi       | Kazakistan Nargiza Bolatova Eduard Kim             | Italia Filippo Pelati Sarah Maria Rizea | Spagna Jordi Caceres Iglesias Judith Calvo Requena |
| Markham      | Spagna Dennis Gonzalez Boneu Mireia Hernández Luna | Kazakistan Nargiza Bolatova Eduard Kim  | Italia Filippo Pelati Sarah Maria Rizea            |
| Budapest     | Spagna Dennis Gonzalez Boneu Mireia Hernández Luna | Kazakistan Nargiza Bolatova Eduard Kim  | Italia Filippo Pelati Sarah Maria Rizea            |

#### Duo libero
| Competizioni | Oro                                                | Argento                                          | Bronzo                                             |
| ------------ | -------------------------------------------------- | ------------------------------------------------ | -------------------------------------------------- |
| Pechino      | Italia Filippo Pelati Flaminia Vernice             | Kazakistan Viktor Druzin Anna Pavletsova         | Spagna Jordi Caceres Iglesias Judith Calvo Requena |
| Parigi       | Spagna Jordi Caceres Iglesias Judith Calvo Requena | Colombia Jennifer Cerquera Gustavo Sánchez       | Italia Filippo Pelati Flaminia Vernice             |
| Markham      | Spagna Emma Garcia Dennis Gonzalez Boneu           | Italia Filippo Pelati Flaminia Vernice           | Kazakistan Viktor Druzin Anna Pavletsova           |
| Budapest     | Spagna Emma Garcia Dennis Gonzalez Boneu           | Colombia Emily Minante Avendaa'o Gustavo Sánchez | Italia Filippo Pelati Flaminia Vernice             |

#### Team tecnico
| Competizioni | Oro | Argento | Bronzo |
| ------------ | --- | --- | --- |
| Pechino      | Cina Guo Sitong Lin Yanhan Lin Yanjun Liu Jinhan Wu Jingyan Xu Huiyan Zhang Haiya Wang Xiaoyou                                                                                                | Australia Carolyn Rayna Buckle Georgia Courage-Gardiner Raphaelle Gauthier Kiera Gazzard Margo Joseph-Kuo Anastasia Kusmawan Zoe Poulis Milena Waldmann                                       | Kazakistan Eteri Kakutia Aigerim Kurmangaliyeva Xeniya Makarova Karina Magrupova Anna Pavletsova Arina Myasnikova Zhaklin Yakimova Zhaniya Zhiyengazy |
| Parigi       | Messico Regina Alférez Licea Marla Fernanda Arellano Nuria Diosdado Itzamary Gonzalez Cuellar Joana Jiménez García Luisa Rodríguez Rubio Jessica Sobrino Mizrahi Pamela Nuzhet Toscano Millan | Cina Chang Hao Feng Yu Wang Ciyue Wang Liuyi Wang Qianyi Xiang Binxuan Xiao Yanning Zhang Yayi                                                                                                | Spagna Cristina Arámbula Txell Ferré Berta Ferreras Marina García Polo Lilou Lluis Valette Paula Ramírez Sara Saldaña Blanca Toledano                 |
| Markham      | Cina Guo Sitong Lin Yanhan Lin Yanjun Liu Jinhan Wu Jingyan Xu Huiyan Zhang Wanyi Zhang Xiaoyou                                                                                               | Canada Sidney Carroll Scarlett Finn Audrey Lamothe Jonnie Newman Kenzie Priddell Claire Scheffel Florence Tremblay Jacqueline Simoneau                                                        | Stati Uniti Anita Alvarez Jaime Czarkowski Megumi Field Audrey Kwon Calista Liu Jacklyn Luu Daniella Ramirez Ruby Remati                              |
| Budapest     | Stati Uniti Anita Alvarez Jaime Czarkowski Megumi Field Keana Hunter Audrey Kwon Jacklyn Luu Daniella Ramirez Ruby Remati                                                                     | Messico Regina Alférez Licea Marla Fernanda Arellano Nuria Diosdado Itzamary Gonzalez Cuellar Joana Jiménez García Luisa Rodríguez Rubio Jessica Sobrino Mizrahi Pamela Nuzhet Toscano Millan | Canada Scarlett Finn Audrey Lamothe Jonnie Newman Raphaelle Plante Kenzie Priddell Claire Scheffel Florence Tremblay Jacqueline Simoneau              |

#### Team libero
| Competizioni | Oro | Argento | Bronzo |
| ------------ | --- | --- | --- |
| Pechino      | Cina Chang Hao Feng Yu Wang Ciyue Wang Liuyi Wang Qianyi Xiang Binxuan Xiao Yanning Zhang Yayi                            | Australia Carolyn Rayna Buckle Natalia Rose Caloiero Georgia Courage-Gardiner Kiera Gazzard Margo Joseph-Kuo Anastasia Kusmawan Zoe Poulis Milena Waldmann                                    | Non assegnato |
| Parigi       | Giappone Moka Fujii Moe Higa Moeka Kijima Uta Kobayashi Tomoka Sato Ayano Shimada Mashiro Yasunaga Megumu Yoshida         | Canada Sidney Carroll Scarlett Finn Audrey Lamothe Jonnie Newman Kenzie Priddell Claire Scheffel Florence Tremblay Jacqueline Simoneau                                                        | Kazakistan Nargiza Bolatova Eteri Kakutia Aigerim Kurmangaliyeva Xeniya Makarova Arina Myasnikova Anna Pavletsova Zhaklin Yakimova Zhaniya Zhiyengazy |
| Markham      | Stati Uniti Anita Alvarez Jaime Czarkowski Megumi Field Keana Hunter Audrey Kwon Jacklyn Luu Daniella Ramirez Ruby Remati | Canada Scarlett Finn Audrey Lamothe Jonnie Newman Raphaelle Plante Kenzie Priddell Claire Scheffel Florence Tremblay Jacqueline Simoneau                                                      | Kazakistan Nargiza Bolatova Eteri Kakutia Aigerim Kurmangaliyeva Xeniya Makarova Anna Pavletsova Valeriya Stolbunova Zhaklin Yakimova Yasmin Tuyakova |
| Budapest     | Stati Uniti Anita Alvarez Jaime Czarkowski Megumi Field Keana Hunter Audrey Kwon Jacklyn Luu Daniella Ramirez Ruby Remati | Messico Regina Alférez Licea Marla Fernanda Arellano Nuria Diosdado Itzamary Gonzalez Cuellar Joana Jiménez García Luisa Rodríguez Rubio Jessica Sobrino Mizrahi Pamela Nuzhet Toscano Millan | Canada Scarlett Finn Audrey Lamothe Jonnie Newman Raphaelle Plante Kenzie Priddell Claire Scheffel Florence Tremblay Jacqueline Simoneau              |

#### Programma acrobatico
| Competizioni | Oro | Argento | Bronzo |
| ------------ | --- | --- | --- |
| Pechino      | Kazakistan Nargiza Bolatova Eteri Kakutia Aigerim Kurmangaliyeva Xeniya Makarova Anna Pavletsova Arina Myasnikova Zhaklin Yakimova Zhaniya Zhiyengazy                                                   | Cina Guo Sitong Jiang Yutong Lin Yanhan Lin Yanjun Liu Jinhan Wu Jingyan Zhang Haiya Zhang Xiaoyou                                       | Australia Carolyn Rayna Buckle Natalia Rose Caloiero Georgia Courage-Gardiner Kiera Gazzard Margo Joseph-Kuo Anastasia Kusmawan Zoe Poulis Milena Waldmann |
| Parigi       | Messico Regina Alférez Licea Nuria Diosdado Itzamary Gonzalez Cuellar Glenda Esthefania Inzunza Cabrera Joana Jiménez García Luisa Rodríguez Rubio Jessica Sobrino Mizrahi Pamela Nuzhet Toscano Millan | Giappone Moe Higa Moeka Kijima Uta Kobayashi Tomoka Sato Ayano Shimada Ami Wada Mashiro Yasunaga Megumu Yoshida                          | Stati Uniti Anita Alvarez Jaime Czarkowski Megumi Field Audrey Kwon Jacklyn Luu Bill May Daniella Ramirez Ruby Remati                                      |
| Markham      | Ucraina Ivanna Burba Oleksandra Gorec'ka Alisa Kulyk Jelyzaveta Lymar Anhelina Ovchynnikova Valeriia Tyshchenko Amelija Volyns'ka Marija Zdorovcova                                                     | Cina Guo Sitong Jiang Yutong Lin Yanhan Lin Yanjun Liu Jinhan Wu Jingyan Zhang Wanyi Zhang Xiaoyou                                       | Canada Sidney Carroll Scarlett Finn Audrey Lamothe Jonnie Newman Raphaelle Plante Kenzie Priddell Claire Scheffel Florence Tremblay                        |
| Budapest     | Stati Uniti Anita Alvarez Jaime Czarkowski Megumi Field Keana Hunter Audrey Kwon Jacklyn Luu Daniella Ramirez Ruby Remati                                                                               | Canada Scarlett Finn Audrey Lamothe Jonnie Newman Raphaelle Plante Kenzie Priddell Claire Scheffel Florence Tremblay Jacqueline Simoneau | Kazakistan Nargiza Bolatova Eteri Kakutia Aigerim Kurmangaliyeva Xeniya Makarova Arina Myasnikova Anna Pavletsova Zhaklin Yakimova Zhaniya Zhiyengazy      |

## Medagliere
Aggiornato al 7 luglio 2024
| Posiz. | Nazione                     | Oro | Argento | Bronzo | Totale |
| ------ | --------------------------- | --- | ------- | ------ | ------ |
| 1      | Cina                        | 9   | 8       | 1      | 18     |
| 2      | Spagna                      | 7   | 3       | 5      | 15     |
| 3      | Kazakistan                  | 4   | 6       | 6      | 16     |
| 4      | Stati Uniti                 | 4   | 2       | 5      | 11     |
| 5      | Austria                     | 4   | 0       | 0      | 4      |
| 6      | Colombia                    | 3   | 2       | 0      | 5      |
| 7      | Canada                      | 2   | 7       | 5      | 14     |
| 8      | Italia                      | 2   | 4       | 7      | 13     |
| 9      | Giappone                    | 2   | 2       | 1      | 5      |
| 9      | Messico                     | 2   | 2       | 1      | 5      |
| 11     | Ucraina                     | 2   | 1       | 1      | 4      |
| 12     | Germania                    | 1   | 3       | 0      | 4      |
| 13     | Israele                     | 1   | 1       | 1      | 3      |
| 14     | Regno Unito                 | 1   | 0       | 0      | 1      |
| 15     | Australia                   | 0   | 2       | 1      | 3      |
| 16     | Atleti Neutrali Autorizzati | 0   | 1       | 0      | 1      |
| 17     | Paesi Bassi                 | 0   | 0       | 5      | 5      |
| 18     | Slovacchia                  | 0   | 0       | 3      | 3      |
| 19     | Aruba                       | 0   | 0       | 1      | 1      |
| Totale | Totale                      | 44  | 44      | 43     | 131    |